# Мессінг Вольф Григорович
Во́льф Ме́ссінг або Во́льф Ме́ссінґ (рос. Вольф Гершикович (Григорьевич) Мессинг; 10 вересня 1899, Ґура-Кальварія Варшавська губернія Царство Польське Російська імперія — 8 листопада 1974, Москва, Російська РФСР, СРСР) — естрадний «артист оригінального жанру» психотерапевт (виступав із психологічними номерами з прочитання думок глядачів), «заслужений артист РРФСР» у 1971 р. .

## Життєпис
- Вольф Григорович (Гершикович) Мессінґ народився в єврейській побожній сім'ї у містечку, де мешкали представники династій гурських хасидів. Його батько хотів, щоби син став рабином юдаїзму, але Вольф після вражень від виступу мандрівного цирку вирішив стати фокусником. Його матір — Хана (померла від сухоти). Його батько — «Гєршка-босяк», мав матеріальне утримання від оренди саду. Вольф і три його брати працювали в тому садку, доглядали за яблунями та сливами[2], мали корову на ім'я «Роза» й господарство. Вольф був старшим сином у родині[3].
- У 1903 р. хворів на лунатизм[2].
- У 1905 р. він вступив на навчання до Хедери. Виявив здібності до запам'ятовування великих текстів Талмуду. Вступив на навчання до Єшиви (ієшибот).
- У 1910 р. він вкрав гроші в синагозі на дорогу та утік із дому і прибув до Берліна. По дорозі відкрив для себе здібність до гіпнозу в спробі навіювати контролеру залізниці сприйняти за його проїзний квиток брудний клаптик газети. У Берліні працював посильним, посудомийником, чистильником взуття (чорноробом). Через непритомність потрапив у лікарню, де його помітив психіатр та невропатолог Абель, котрий познайомив його з імпресаріо паноптикуму паном Цельмейстером.
- У 1913 р. після одужання Мессінг почав працювати в берлінському паноптикумі як «дивний медіум» (його клали у кришталеву труну із зануренням у каталептичній стан). Тоді навчився здатності читати думки (телепатія), демонструвати свою несприйнятливість до фізичного болю (анестезія) при проколюванні шиї сталевою голкою, знаходив речі, заховані глядачами тощо.
- Після вересня 1939 р., коли розпочалася Друга світова війна, утік до Радянського Союзу. Виступав як ілюзіоніст радянського цирку м. Мінськ (Білорусь) й у складі концертної бригади.
- У 1943–1944 рр. мешкав у м. Новосибірськ, де й одружився[4].
- З 1944 рр. — мешкав у м. Москва. Асистентом у номерах Вольфа Мессінга була його друга дружина — Аїда Михайлівна Мессінг-Рапопорт 1906 р. нар.
- 2 серпня 1961 р. став удівцем (пані Аїда померла від раку). Півроку він тримав траур, не виступаючи на концертах. Загалом він гастролював по всьому СРСР від Карпат до Узбекистану і м. Братськ, м. Рига та м. Ростов, Ленінград (Санкт-Петербург) і т. д..
- У 1963 р. йому дозволили відвідати у Польщі його рідне містечко Ґура-Кальварія.
- З 1961 до 1974 р. його асистентом була В. І. Івановська[5].
- У 1965 р. у шести номерах журнал «Наука та релігія» (рос. «Наука и религия») опублікував мемуари Мессінга.
- У 1971 був удостоєний звання «заслужений артист РСФСР». — Останній його виступ відбувся в кінотеатрі «Октябрь» м. Москва (Росія) за назвою «психологічні досліди» (рос. "психологические опыты").
- 8 листопада 1974 року о 23 годині Вольф Мессінг помер у лікарні після тривалої хвороби (відмова роботи нирок). Смерть спричинена набряком легенів, після того як відмовили нирки. Похований біля могили дружини на Востряковському цвинтарі.

## Автобіографія та перевірка її достовірності
У 1965 році в журналі «Наука і релігія» (номери з 7 по 11) були опубліковані «мемуари» Мессінга, фрагменти яких також друкувалися в «Зміні», «Радянській Росії» та ряді інших видань. Спроби перевірки найбільш сенсаційних заяв артиста показали їх недостовірність.
- Мессінг стверджував, що в 1915 році 16-річним зустрічався з Ейнштейном в його квартирі у Відні, де його вразила велика кількість книг, і провів телепатичний сеанс з Ейнштейном і Фрейдом. Однак достеменно відомо, що в Ейнштейна взагалі не було квартири у Відні, і з 1913 по 1925 роки він Відень не відвідував. Крім того, Ейнштейн завжди тримав у своїх квартирах лише кілька довідників і відбитки найважливіших статей[6].
- Мессінг стверджував, що коли німецька армія окупувала Польщу, його голова була оцінена в 200 тис. марок, позаяк він в одному з театрів Варшави передбачив загибель Гітлера, якщо він поверне на схід. Його нібито схопили і посадили в поліцейський відділ, звідки він нібито втік, використовуючи свої надприродні здібності. Однак жодних доказів таких гучних тверджень не існує.
- У ході перевірки 857 фондів трофейних документів в Російському державному військовому архіві (фонди архівів Імперської канцелярії, міністерств, управлінь таємної поліції, управління державної безпеки, особисті фонди нацистських лідерів) не було виявлено ніяких відомостей про артиста Вольфа Мессінга. Аналогічний результат дала перевірка каталогу Берлінської бібліотеки. При перевірці архівів Уряду Генерал-губернаторства (Польщі), Міністерства закордонних справ Німеччини, німецького посольства в Москві, Канцелярії рейху, міністерства рейху по народній освіті та пропаганді, Німецького бюро звісток, німецького зарубіжного наукового інституту, місць знаходження служби Розенберга, Керівництва пропаганди рейху ніяких документів про реакцію Гітлера з приводу публічних виступів Мессінга не виявлено[5].
- У журналах міжвоєнного періоду Польщі, які писали на теми таємних знань, парапсихології та окультизму («Обеім», «Соняшники», «Світ духу», «Світ надчуттєвий», «Духовні знання», «Світло») згадок про Вольфа Мессінга не виявлено (на відміну від інших гіпнотизерів і ясновидців). У довіднику «Бібліографія Варшави. Видання за 1921—1939 рр..» не вказано жодної статті, присвяченої Мессінгу. У книзі Юзефа Світковского «Окультизм і магія в світлі парапсихології» («Лотос», Львів, 1939 / Краків, 1990) прізвище Мессінг не зустрічається. У «Sonderfahndungsbuch Polen», («Докладна книга стеження (Спостережень) в Польщі»), виданої кримінальною поліцією в червні 1940 року, прізвище Мессінг не зустрічається[5].
- Мессінг нібито зустрічався в 1940 році в Гомелі зі Сталіним, нібито «цікавився становищем в Польщі, зустрічами Мессінга з керівниками Речі Посполитої». Подібні зустрічі зі Сталіним нібито проходили і пізніше, в тому числі і в Москві. Такий інтерес керівника держави до естрадного ілюзіоніста, далекого від політики, вельми сумнівний. Крім того, відсутні будь-які документи, що підтверджують подібні зустрічі Сталіна з Мессінгом, в Центральному архіві ФСБ РФ, архіві ЦК КПРС (нині — Російський державний архів соціально-політичної історії), в Центральному архіві КДБ Республіки Білорусь, в Національному архіві Республіки Білорусь, Державних архівах Грузії, партійному архіві Грузії (нині — архів президента Грузії), в записах осіб, прийнятих Сталіним у Кремлі (опубліковані в журналі «Історичний архів»: 1994, № 6; 1995, № 2,3,4,5-6; 1996, № 2,3,4,5-6; 1997, № 1), в зошитах відвідувачів кабінету Сталіна з 1927 по 1953 роки[5].
- Мессінг стверджував, що на прохання Сталіна, загіпнотизував касира Держбанку, подав йому порожній лист і отримав у нього ж 100 000 рублів. Але в той час порядок видачі грошей в Держбанку був зовсім інший: чек подають бухгалтеру, у якого ніяких грошей немає. Потім цей документ проходить через внутрішні канали банку, ретельно перевіряється ревізором (або двома ревізорами, якщо сума велика), далі чек потрапляє до касира, який готує документи і гроші і вже після всього цього викликає клієнта[5][7].

### Походження легенд
Микола Китаєв у своїй брошурі "Криміналістичний екстрасенс. Вольф Мессінг: правда і вигадка "стверджує, що «мемуари» Мессінга були сфабриковані відомим журналістом-популяризатором, завідувачем відділу науки «Комсомольської правди» Михайлом Васильовичем Хвастуновим. Те, що книга Мессінга «Я — телепат» насправді написана Михайлом Хвастуновим, а також те, що написане в ній — вигадка, підтвердив популяризатор науки письменник і журналіст Володимир Губарєв (колишній науковий редактор «Комсомольської Правди»).
Крім того, фахівець з читання ідеомоторних актів В. С. Матвєєв зазначав, що при зустрічі з ним Мессінг відмовився продемонструвати вміння гіпнозу чи будь-який інший трюк, описаний у мемуарах.
За твердженням психіатра Михайла Буянова, Вольф Мессінг в останні роки життя звертався до нього за лікарською допомогою, страждаючи багатьма фобіями.

### Його авторська публікація
- книга «Про самого себе» («О самом себе» (рос.)).

### Фільм про нього
- кіносеріал «Вольф Мессінг. Людина, яка бачила крізь час»[14].
- Світлана (2018) — у виробництві — грає Семен Стругачов